# Liga 1 (Moldavia)
La Liga 1, fino al 2022 Divizia A, è il secondo livello del calcio moldavo. È Organizzato dalla Federația Moldovenească de Fotbal dal 1992, data del primo campionato dopo l'indipendenza dall'Unione Sovietica.

## Formato
I continui mutamenti di formato della Divizia Națională si sono riflessi anche nella seconda serie, che, tuttavia, ha sempre previsto un unico girone a livello nazionale. 

## Promozioni e retrocessioni
Dal 2008-2009, anno in cui il formato si è stabilizzato per alcuni anni sulle 16 squadre, le prime due squadre vengono promosse in Divizia Națională mentre le ultime due vengono retrocesse in Divizia B. Non di rado alcune squadre si sciolgono durante la stagione, ragione per cui il numero di partecipanti al campionato varia di anno in anno.
Non possono essere promosse le seconde squadre di club già presenti in massima divisione o club che non hanno sufficienti risorse economiche o stadi all'altezza.

## Albo d'oro
| Stagione  | Campioni                |
| --------- | ----------------------- |
| 1992      | Nistru Otaci            |
| 1992-1993 | Progresul Briceni       |
| 1993-1994 | MHM-93 Chișinău         |
| 1994-1995 | Tiraspol                |
| 1995-1996 | Locomotiva Basarabeasca |
| 1996-1997 | Moldova Gaz Chişinău    |
| 1997-1998 | Tiras Tiraspol          |
| 1998-1999 | Zimbru Chișinău B       |
| 1999-2000 | Sheriff Tiraspol B      |
| 2000-2001 | Sheriff Tiraspol B      |
| 2001-2002 | Dacia Chișinău          |
| 2002-2003 | Tiligul-Tiras Tiraspol  |
| 2003-2004 | Rapid Chișinău          |
| 2004-2005 | Dinamo Bender           |
| 2005-2006 | Zimbru Chișinău B       |
| 2006-2007 | Zimbru Chișinău B       |
| 2007-2008 | Sheriff Tiraspol B      |
| 2008-2009 | Viitorul Orhei          |
| 2009-2010 | Costuleni               |
| 2010-2011 | Locomotiv Bălți         |
| 2011-2012 | Sheriff Tiraspol B      |
| 2012-2013 | Veris Chișinău          |
| 2013-2014 | Saxan                   |
| 2014-2015 | Sheriff Tiraspol B      |
| 2015-2016 | Spicul Chișcăreni       |
| 2016-2017 | Sheriff Tiraspol B      |
| 2017      | Victoria Chișinău       |
| 2018      | Codru Lozova            |
| 2019      | Florești                |
| 2020-2021 | Bălți                   |
| 2021-2022 | Sheriff Tiraspol B      |
| 2022-2023 | Dacia Buiucani          |
| 2023-2024 | Florești                |
| 2024-2025 | Dacia Buiucani          |